# Yersinia enterocolitica
Espèce
Yersinia enterocolitica est un bacille à Gram négatif de 1,3 à 3,5 µm de longueur sur 0,5 à 1,0 µm de diamètre. Il fut isolé en 1939 par Schleifstein et Coleman et baptisé Bacterium enterocoliticum puis Pasteurella pseudotuberculosis rodentium ou Pasteurella X. Il est responsable des yersinioses.

## Pouvoir pathogène chez l'humain
Cette bactérie de découverte récente a affirmé au cours des dernières années son caractère pathogène pour l'Homme et pour diverses espèces animales. Quoique les Y. enterocolitica soient répandues chez de nombreuses espèces animales, chaque type de cette bactérie est souvent très spécifiquement lié à un hôte particulier (types du chinchilla, du lièvre, du porc, de l'Homme…).
Sur le plan pathogénique, les manifestations chez l'Homme peuvent se résumer comme suit :
- Forme entéritique, rappelant les entérites à Salmonella, d'allure souvent traînante. Généralement bénigne, elle peut toutefois entraîner une toxicose importante. C'est la forme qui touche avec prédilection les petits enfants (quelques mois à cinq ans).
- Syndrome de la fosse iliaque droite : il s'agit ici d'une adénite mésentérique comme chez le bacille de Malassez et Vignal mais souvent accompagnée d'une inflammation des derniers centimètres de l'iléon, réalisant une iléite terminale aiguë, sans rapport avec la maladie de Crohn. Cette manifestation est l'apanage des adolescents et jeunes adultes.
- Rares formes septicémiques avec abcès hépatiques comme chez Y. pseudotuberculosis.
- Erythème noueux surtout chez les femmes au-delà de la quarantaine, survenant après un épisode abdominal.
- Arthrites (décrites surtout dans les pays scandinaves).

Le pouvoir pathogène des souches virulentes est lié à la sécrétion d'entérotoxines et à leur capacité d'invasion des cellules intestinales. D'un point de vue clinique, les yersinioses se manifestent par de fortes douleurs abdominales accompagnées de diarrhées très violentes, de vomissements et d'hyperthermie.
Au fil des années, les yersinioses se sont affirmées comme des maladies pouvant être transmises par les aliments. Leur émergence récente serait même liée aux modifications du comportement alimentaire : utilisation large de la réfrigération, consommation de légumes crus prêts à l'emploi et développement de la restauration collective. En effet, Y. enterocolitica peut pousser dans une large gamme de pH (pH entre 4 et 10), supporte une concentration en sel de 5 % et peut se multiplier à des températures variant de 0 à 42 °C.

## Caractères bactériologiques
Comme Y. pseudotuberculosis, Y. enterocolitica est un germe mobile possédant une uréase. Ces deux caractères différencient ces deux Yersinia de Yersinia pestis.

## Taxonomie
Le nom correct complet (avec auteur) de ce taxon est Yersinia enterocolitica (Schleifstein and Coleman 1939) Frederiksen 1964.

### Étymologie
L'étymologie du nom de cette espèce est la suivante : en.te.ro.co.li.ti.ca. du nom grec neutreenteron, intestin; du nom grec neutre kolon, colon; Gr. adj. suff. -tikos -ê -on, suffixe utilisé avec le sens "apprtenir à"; N.L. fem. adj. enterocolitica, appartenant à l'intestin ou le colon.

## Antigènes
Très nombreux sérotypes, dont seuls le type 3 et le type 9 sont trouvés dans les infections humaines. Le type 9 a des antigènes très étroitement apparentés à ceux des Brucella (sérodiagnostic).

## Pouvoir pathogène expérimental
Assez curieusement, Y. enterocolitica (comme Y. pseudotuberculosis) ne produit aucune lésion chez les animaux d'expérience après inoculation par diverses voies.

## Diagnostic
- Dans toutes les formes cliniques, le germe est présent dans les selles et peut être décelé par coproculture en utilisant des milieux et une technique très proche de ceux utilisés pour les Salmonella et les Shigella. Il peut également être mis en évidence dans l'appendice, parfois dans les ganglions mésentériques. On peut aussi la déceler par hémoculture dans les rares cas de septicémie.
- Au point de vue sérodiagnostic, l'agglutination de type 3 est très spécifique. Celle du type 9 appelle des réserves en ce qui concerne la parenté avec les Brucella, ce qui peut poser des problèmes d'interprétation délicats aussi bien pour ce sérodiagnostic que pour la réaction de Wright (cf. Brucella).

## Milieu de culture
Les normes relatives à Yersinia enterocolitica sont de type absence/présence. On cherche donc à mettre en évidence une éventuelle présence. Donc, nous sommes dans un schéma classique de type préenrichissement, enrichissement, isolement, identification. 
- Préenrichissement : EPT quelques heures à 29 °C.
- Enrichissement : en bouillons sélectifs : ITC 48 h à 22-25 °C ou PSB 3 à 5 jours à 22-25 °C.
- Isolement : CIN 24-48 h à 30 °C.
- Lecture : petites, lisses à centre rouge, à bord translucides.
- Confirmation biochimique.